# Didymocarpus reniformis
Didymocarpus reniformis är en tvåhjärtbladig växtart som beskrevs av Wen Tsai Wang. Didymocarpus reniformis ingår i släktet Didymocarpus och familjen Gesneriaceae. Inga underarter finns listade i Catalogue of Life.